# Carthaea saturnioides
Carthaea saturnioides is een vlindersoort uit de familie Carthaeidae. 
De soort is endemisch in West-Australië.
De vlinder heeft een spanwijdte van 80 tot 100 millimeter. De voorvleugel is grijsbruin met twee lichte dwarslijnen en een opvallende zwartomlijnde bruine oogvlek, de achtervleugel is lichtbruin met aan de buitenrand rood en een opvallende zwartomlijnde blauwe oogvlek. Het uiterlijk lijkt op die van nachtpauwogen (Saturniidae). 
De rups is van boven grijs en van onder geelbruin. Op de flanken bevindt zich een rij oogvlekken.
De soort gebruikt Proteaceae als waardplanten, met name Banksia, Dryandra en Grevillea.